# Schwarzer Brunnen (Eisenach)

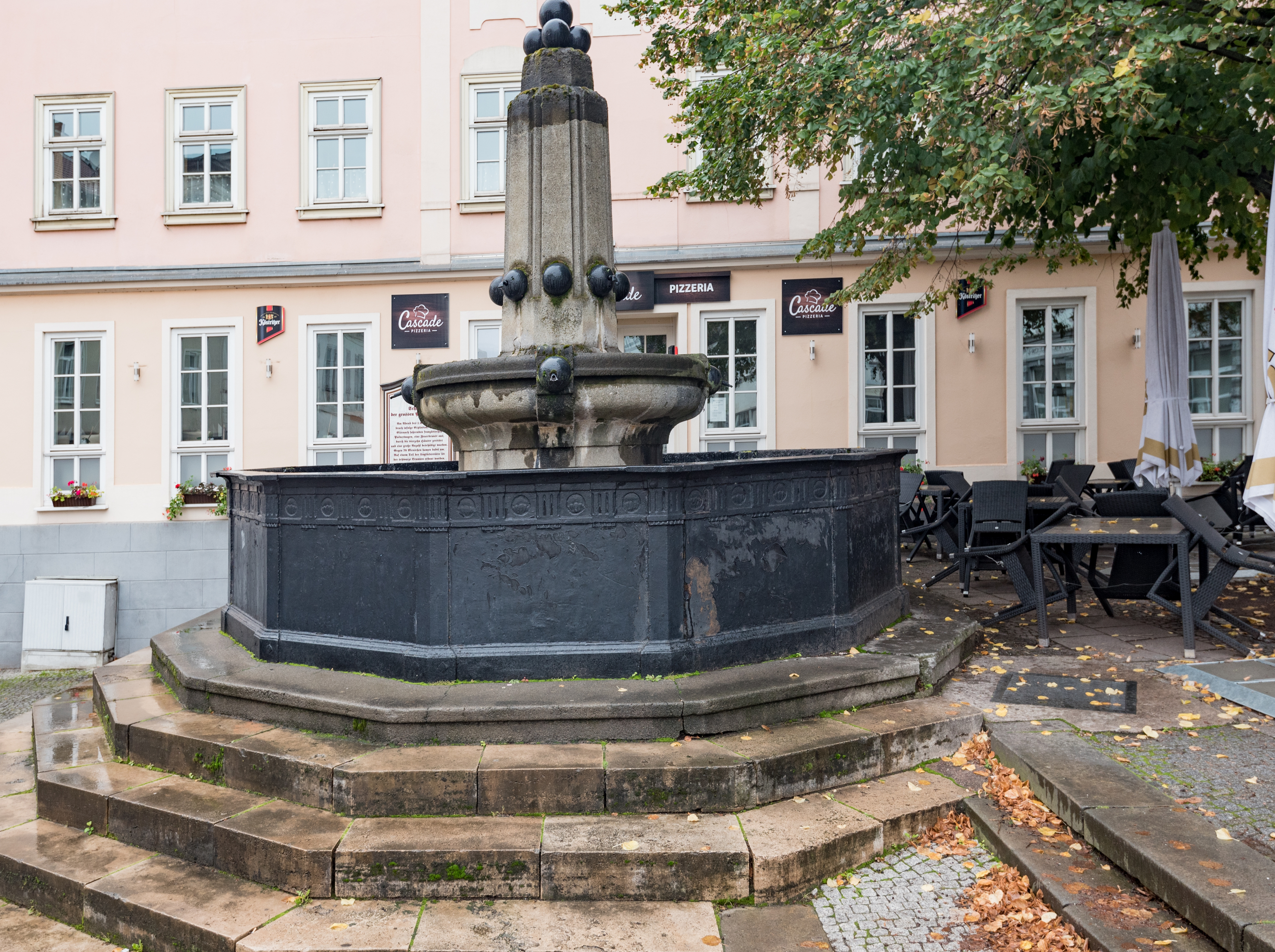
Der Schwarze Brunnen

Der Schwarze Brunnen in der Wartburgstadt Eisenach ist ein 1817 errichteter Laufbrunnen und Denkmal der Stadtgeschichte. Er erinnert an die hier erfolgte Schießpulverexplosion am Abend des 1. September 1810.

## Lage
Der Eiserne Brunnen befindet sich im westlichen Teil der Eisenacher Altstadt an der Kreuzung Georgenstraße, Alexanderstraße und Wydenbrugk-Straße nahe der Kaufmännischen Berufsschule.

## Geschichte

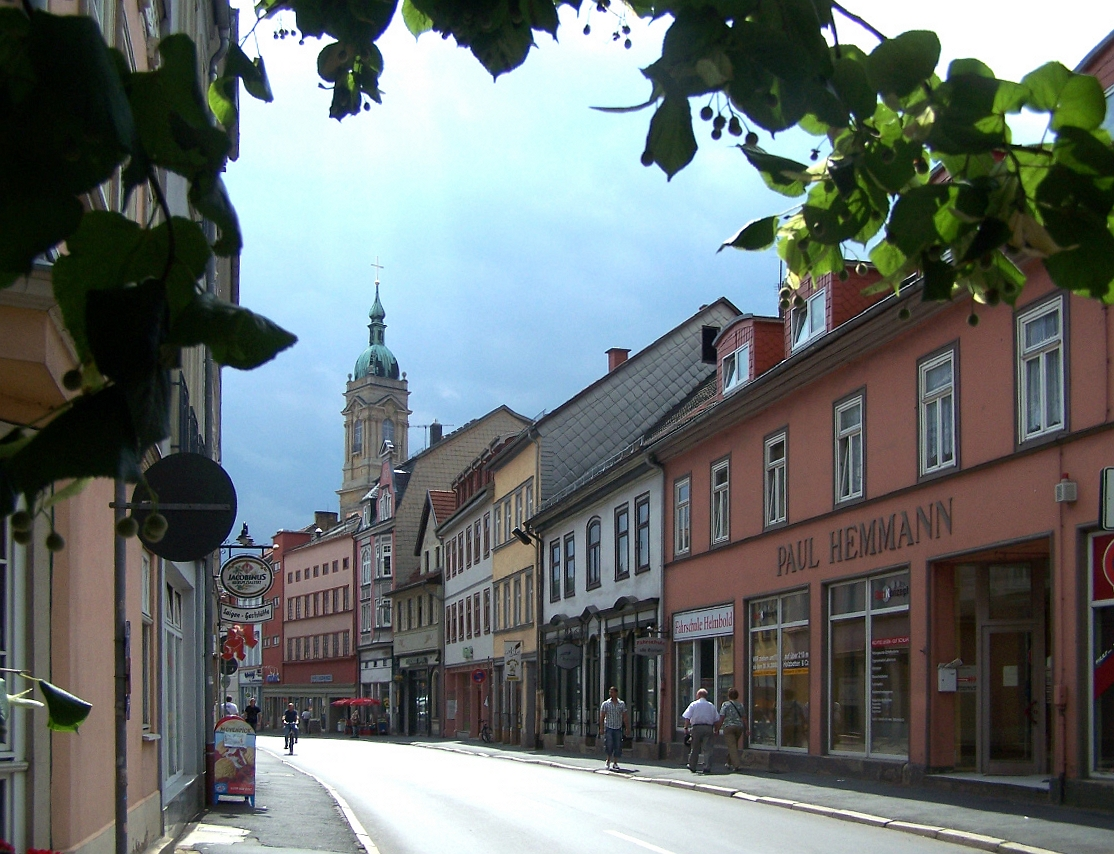
Häuserzeile in der Georgenstraße, Richtung Markt, die unmittelbar von der Explosion betroffen war.

Im Spätsommer 1810 passierten im Abstand von jeweils 5 bis 7 Tagen französische Militärtransporte das Stadtgebiet von Eisenach. Diese hatten die Aufgabe, Schießpulver und Munition zu französischen Besatzungstruppen anzuliefern, die in den Beständen der preußischen Festungen und Heereslager beschlagnahmt worden waren.
Am Abend des 1. September passierte die Spitze einer aus etwa 20 Wagen mit militärischer Eskorte bestehenden Kolonne den Eisenacher Marktplatz. Durch einen Zwischenfall in der heutigen Karlstraße geriet der Zug ab dem vierten Wagen in Unordnung und blieb stehen. Im ersten Wagen der Kolonne hatte sich unbemerkt der Deckel eines mit Schießpulver gefüllten Transportfasses geöffnet, wodurch ein Streifen Pulver unter den Leiterwagen zu Boden rieselte, dieses wurde von den Hufeisen der nachfolgenden Pferdegespanne entzündet und führte nach wenigen Sekunden zur Explosionskatastrophe. In einem Buch finden sich dazu noch folgende Worte: ... unerlaubterweise waren die Pulverwagen durch die Stadt anstatt außen herum gefahren, denn die französische Armee hatte es eilig, nach Preußen und nach Russland zu kommen.
Durch den glücklichen Umstand, dass bei dieser Kettenreaktion nur drei Wagen beteiligt waren, blieb die Opferzahl gering: man ermittelte 68 Tote, davon 9 französische und 5 gothaische Fuhrleute, 11 getötete Pferde sowie mehrere Hundert Verletzte in der ganzen Stadt, die durch umherfliegende Kugeln, Trümmer, Dachziegel, Glasscherben, oder durch die Druckwelle und Feuerwalze verletzt wurden. 24 Häuser wurden zerstört oder waren durch den anschließenden Brand nicht mehr bewohnbar.
Die nachfolgenden Untersuchungen brachten weitere erschütternde Nachrichten zu Tage, so zählte zu den Opfern auch ein Brautpaar, das sich gerade in der Nähe des Elternhauses für die am Folgetag bevorstehende Hochzeit zu einer letzten Verabredung getroffen hatte. Eine weitere Frau wurde wahnsinnig, viele Anwohner der Seitenstraßen hatten das Gehör verloren.
Die erschütternde Nachricht löste in vielen deutschen und europäischen Städten eine Welle des Mitleids und der Hilfsbereitschaft aus. Selbst aus England wurden über 10.000 Taler gespendet. Die mit 120.000 Franken größte Summe übersandte Napoleon Bonaparte mit einem Beileidsschreiben.
Der Landesvater, Herzog Carl August, übersandte 1200 Taler und ein Fürst Reuß spendete Fensterglas im Wert von über 500 Talern als Sachspende.
Zur Erinnerung an die Tragödie wurde im Jahr 1817 ein aus gusseisernen Platten gefertigter Brunnen von der Stadtgemeinde angekauft und am Ort des Geschehens als Mahnmal errichtet. Am 1. September 1910 (100. Jahrestag) wurde der renovierte und umgestaltete Brunnen eingeweiht. Die in der Mitte des Brunnenbeckens errichtete Steinsäule trägt als Verzierung angebrachte Eisenkugeln, die bildhaft an den Anlass der Brunnenerrichtung erinnern sollen. Eine ebenfalls am Brunnen angebrachte Tafel mit lateinischer Inschrift ging später verloren.

## Gedenkstätte
Die Stadt Eisenach erinnert alljährlich am Abend des 1. September an dieses Unglück mit einem Glockengeläut. Im September 2010 fand der 200. Gedenktag statt.

## Bauwerk
Der Brunnen steht auf dem Platz eines bei der Explosion zerstörten Eckhauses. Das Gelände weist hier einen Höhenunterschied von etwa einem Meter auf. Um den allseitigen Zugang zum Brunnen zu ermöglichen, wurde daher zunächst eine treppenartig gestaltete Plattform aufgebaut.

### Bauwerksdaten
Die Seitenwände des Brunnenbeckens bestehen aus einem Satz von zwölf gusseisernen Platten, die auf der Innenseite mittels Nieten verbunden und zusammengehalten werden. Die schwarz angestrichene Außenseite ist mit einem dezenten Dekor strukturiert. Der „Gesamtdurchmesser“ des Beckens beträgt etwa 4,9 Meter, die Seitenwände sind jeweils etwa 5 bis 7 Zentimeter stark und 1,3 Meter hoch. Der Beckenboden wurde aus Sandsteinen gefertigt. Die wasserdichte Verkleidung der eisernen Teile und die Abdichtung des Brunnenbeckens auf der Innenseite wurde mit schichtweise aufgebrachtem Asphalt bewerkstelligt. Im Zentrum des Beckens wurde der steinerne Brunnenstock mit Wasserzuführung eingebaut. Seine (errechnete) Gesamthöhe beträgt 4,6 Meter. Auf einem zylindrischen, massiven Unterbau von etwa 1,7 Meter Durchmesser wurde in einer Höhe von etwa 1,5 Meter über Grund eine aus Stein gefertigte runde Schale aufgesetzt, die mit vier seitlichen Wasserspeiern versehen ist. Über diesem Becken wurde der eigentliche Brunnenstock als konisch zulaufende Säule mit seitlich und auf der Spitze anmontierten Eisenkugeln aufgesetzt, die zum Teil ebenfalls als Wasserspeier dienen. Ein dort ursprünglich auf der Südseite vorhandenes Täfelchen ist verloren gegangen.

### Wasserversorgung
Der als Röhrenbrunnen konzipierte Brunnen erhielt zunächst sein Wasser aus einer gefassten Quelle, dem am Ostrand des Roeseschen Hölzchen befindlichen Schloßbergborn. Inzwischen ist der Schwarze Brunnen an das städtische Trinkwasserleitungsnetz angeschlossen. Der Ablauf des überschüssigen Wassers erfolgte auf der Nordseite des Brunnens durch ein jetzt nicht mehr vorhandenes Entwässerungsrohr in die damals noch vorhandene Kanalisation.
Mit dem Bau der städtischen Wasserleitungen ab 1870 hatte der Schwarze Brunnen seine eigentliche Funktion als Wasserstelle für das westliche Altstadtquartier verloren.